# Liste der Nummer-eins-Hits in Irland (1979)
Diese Liste enthält alle Nummer-eins-Hits in Irland im Jahr 1979. Es gab in diesem Jahr 20 Nummer-eins-Singles.
| Singles |
| --- |
| - Boney M. – Mary’s Boy Child - 7 Wochen (25. November 1978 – 12. Januar 1979) - Village People – Y.M.C.A. - 4 Wochen (13. Januar – 9. Februar) - ABBA – Chiquitita - 3 Wochen (10. Februar – 2. März) - Bee Gees – Tragedy - 2 Wochen (3. März – 16. März) - Gloria Gaynor – I Will Survive - 4 Wochen (17. März – 13. April) - Art Garfunkel – Bright Eyes - 3 Wochen (14. April – 4. Mai, insgesamt 5 Wochen) - Milk & Honey – Hallelujah - 1 Woche (5. Mai – 11. Mai) - Art Garfunkel – Bright Eyes - 2 Wochen (12. Mai – 25. Mai, insgesamt 5 Wochen) - Blondie – Sunday Girl - 3 Wochen (26. Mai – 22. Juni) - Roxy Music – Dance Away - 1 Woche (23. Juni – 29. Juni) - Brendan Shine – Do You Want Your Oul Lobby Washed Down - 5 Wochen (30. Juni – 3. August) - The Boomtown Rats – I Don’t Like Mondays - 4 Wochen (4. August – 31. August) - Cliff Richard – We Don’t Talk Anymore - 4 Wochen (1. September – 28. September) - Catriona Walsh – Viva Il Papa - 1 Woche (29. September – 5. Oktober) - Jim Tobín – Welcome John Paul II - 2 Wochen (6. Oktober – 19. Oktober) - The Police – Message in a Bottle - 1 Woche (20. Oktober – 26. Oktober) - The Buggles – Video Killed the Radio Star - 2 Wochen (27. Oktober – 9. November) - ABBA – Gimme! Gimme! Gimme! (A Man After Midnight) - 2 Wochen (10. November – 23. November) - Dr. Hook – When You’re in Love with a Beautiful Woman - 3 Wochen (24. November – 14. Dezember) - The Police – Walking on the Moon - 1 Woche (15. Dezember – 21. Dezember) - Pink Floyd – Another Brick in the Wall (Pt. 2) - 4 Wochen (22. Dezember 1979 – 18. Januar 1980) |

Siehe auch: Nummer-eins-Hits 1979 in  Australien, Belgien, Deutschland, Finnland, Frankreich, Italien, Japan, Kanada, Neuseeland, den Niederlanden, Norwegen, Österreich, Schweden, der Schweiz, Spanien, den Vereinigten Staaten und im Vereinigten Königreich.